# وينغز هاوزر
وينغز هاوزر (بالإنجليزية: Wings Hauser)‏ هو كاتب سيناريو وممثل أمريكي، ولد في 12 ديسمبر 1947 بهوليوود في الولايات المتحدة.

## أعمال

### أفلام
- (1984) قصة جندي
- (1999) المطلع[5]

### مسلسلات
- جاغ
- ميامي
- كاسل
- كولد كيس
- هاواي فايف أو
- هاوس

## وصلات خارجية
- وينغز هاوزر على موقع IMDb (الإنجليزية)
- وينغز هاوزر على موقع ألو سيني (الفرنسية)
- وينغز هاوزر على موقع أول موفي (الإنجليزية)
- وينغز هاوزر على موقع قاعدة بيانات الأفلام السويدية (السويدية)
- وينغز هاوزر على موقع إن إن دي بي (الإنجليزية)
- وينغز هاوزر على موقع قاعدة بيانات الفيلم (الإنجليزية)
- وينغز هاوزر على موقع كينوبويسك (الروسية)